# Chalcosoma atlas
Chalcosoma atlas es un escarabajo del sureste de Asia de la familia Scarabaeidae. Es conocido en inglés por el nombre común de Atlas beetle, que al español se traduce como escarabajo Atlas.

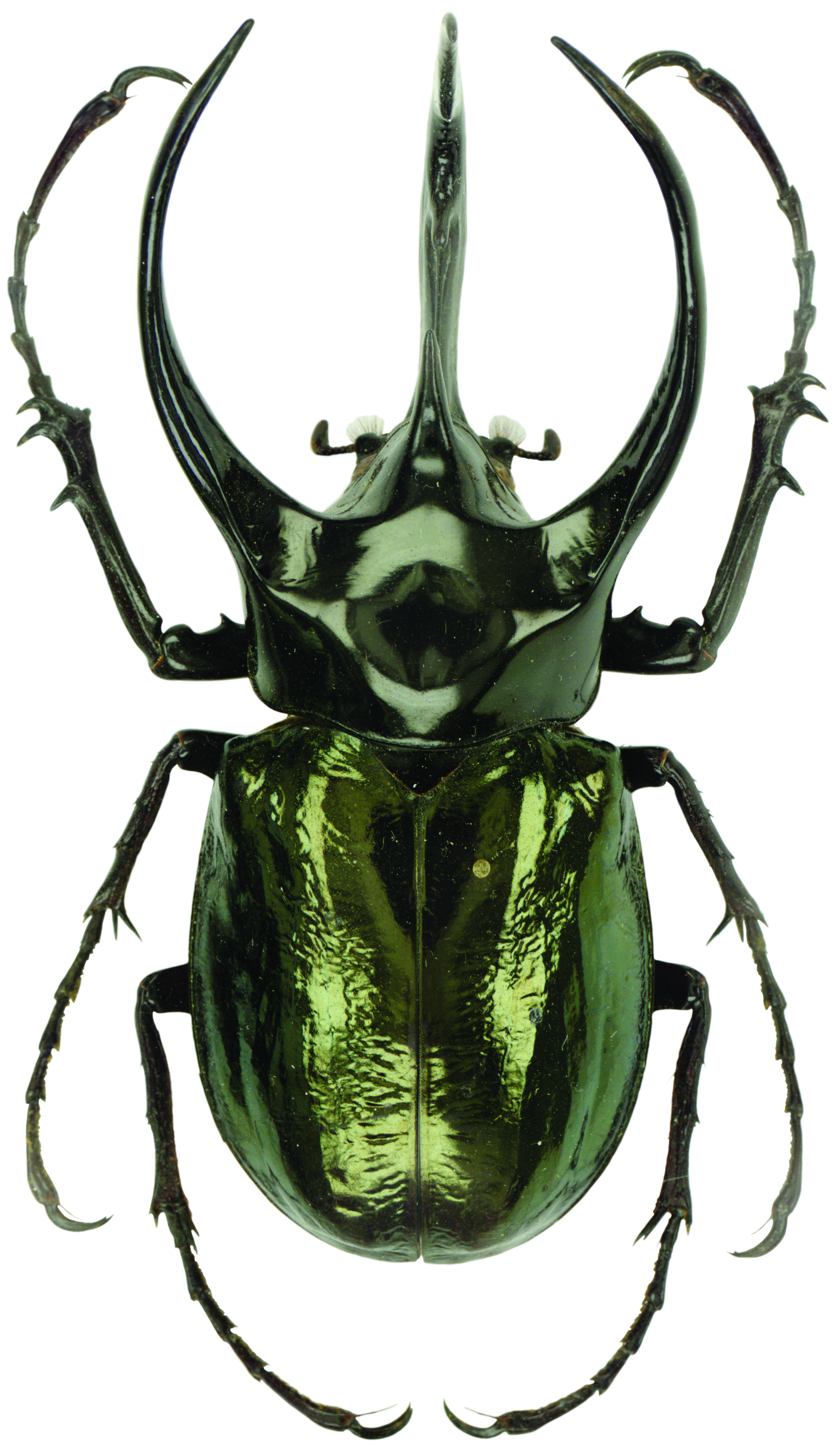
Chalcosoma atlas Museum Für Naturkunde Berlin

## Descripción
Chalcosoma atlas, como otros escarabajos del género Chalcosoma, destaca por su gran tamaño, ya que las hembras pueden llegar a medir 25-60 mm (0,98–2,36 pulgadas) de longitud, mientras que los machos son más grandes y miden 60–130 mm (2,4–5,1 pulgadas). Los machos además poseen cuernos especializados en la cabeza y el tórax que utilizan para luchar entre ellos por el derecho de aparearse con las hembras. El escarabajo Atlas difiere de otras especies del género (por ejemplo Chalcosoma caucasus) por tener la punta del cuerno cefálico más ancha.

## Larva
La larva del escarabajo Atlas es conocida por su comportamiento feroz, incluyendo el morder si es tocada. Existen reportes no verificados de lucha entre larvas hasta la muerte por espacio y comida.

## Distribución
Esta especie se localiza al sureste de Asia, especialmente en Indonesia.

## Parasitoides
El escarabajo Atlas es hospedero de un parasitoide, la avispa gigante de la familia Scoliidae, Megascolia procer, la cual tiene un veneno paralizante.

## Subespecies
- Chalcosoma atlas atlas (Linneo, 1758)
- Chalcosoma atlas butonensis (Nagai, 2004)
- Chalcosoma atlas keyboh (Nagai, 2004)
- Chalcosoma atlas mantetsu (Nagai, 2004)
- Chalcosoma atlas simeuluensis (Nagai, 2004)
- Chalcosoma atlas sintae (Nagai, 2004)

## Galería

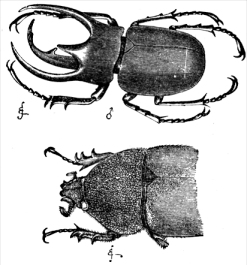
Dimorfismo sexual en Chalcosoma atlas. Tomado de The Descent of Man de Darwin, 2nd edn. 1882.
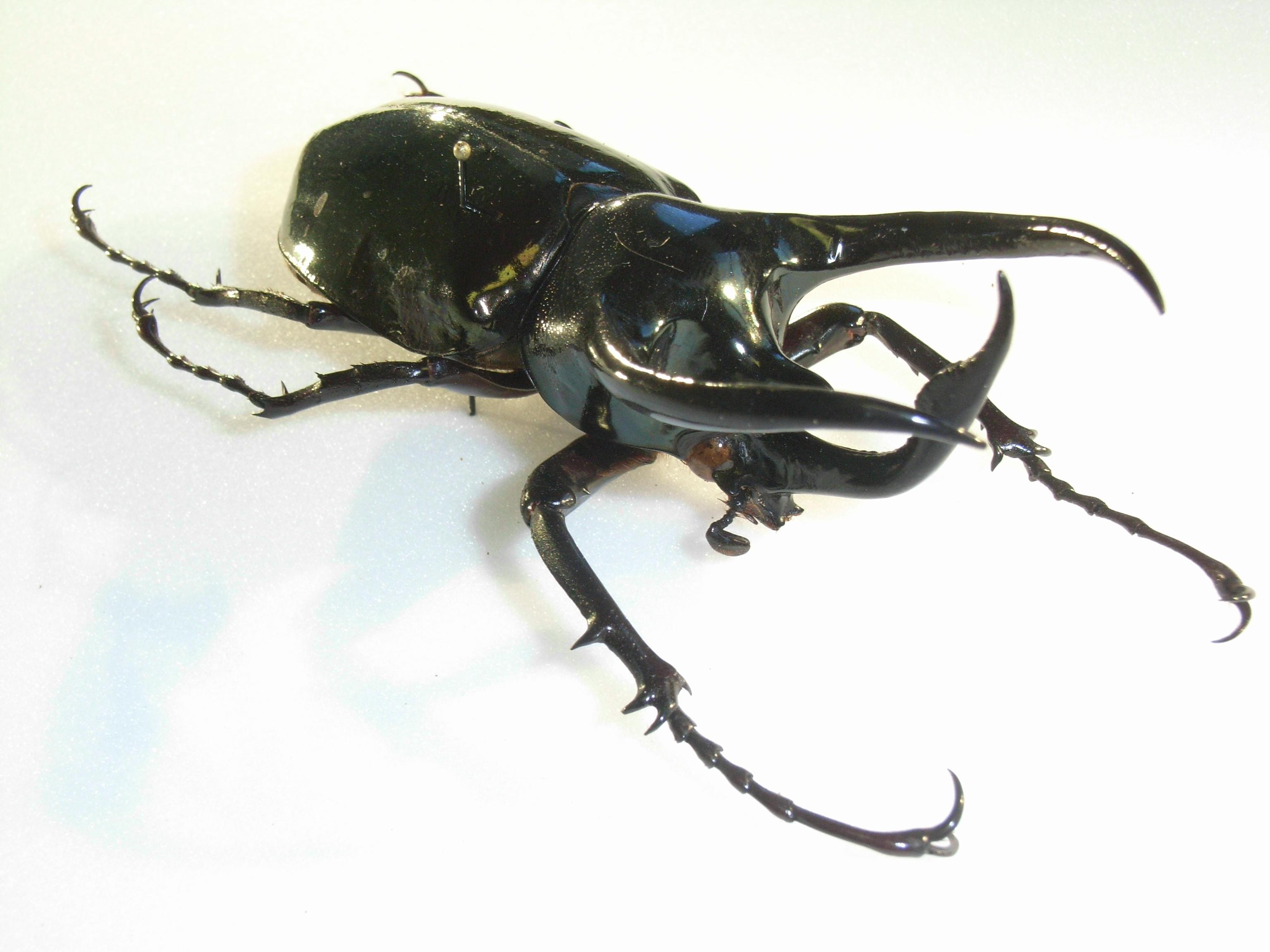
Macho de Chalcosoma atlas.
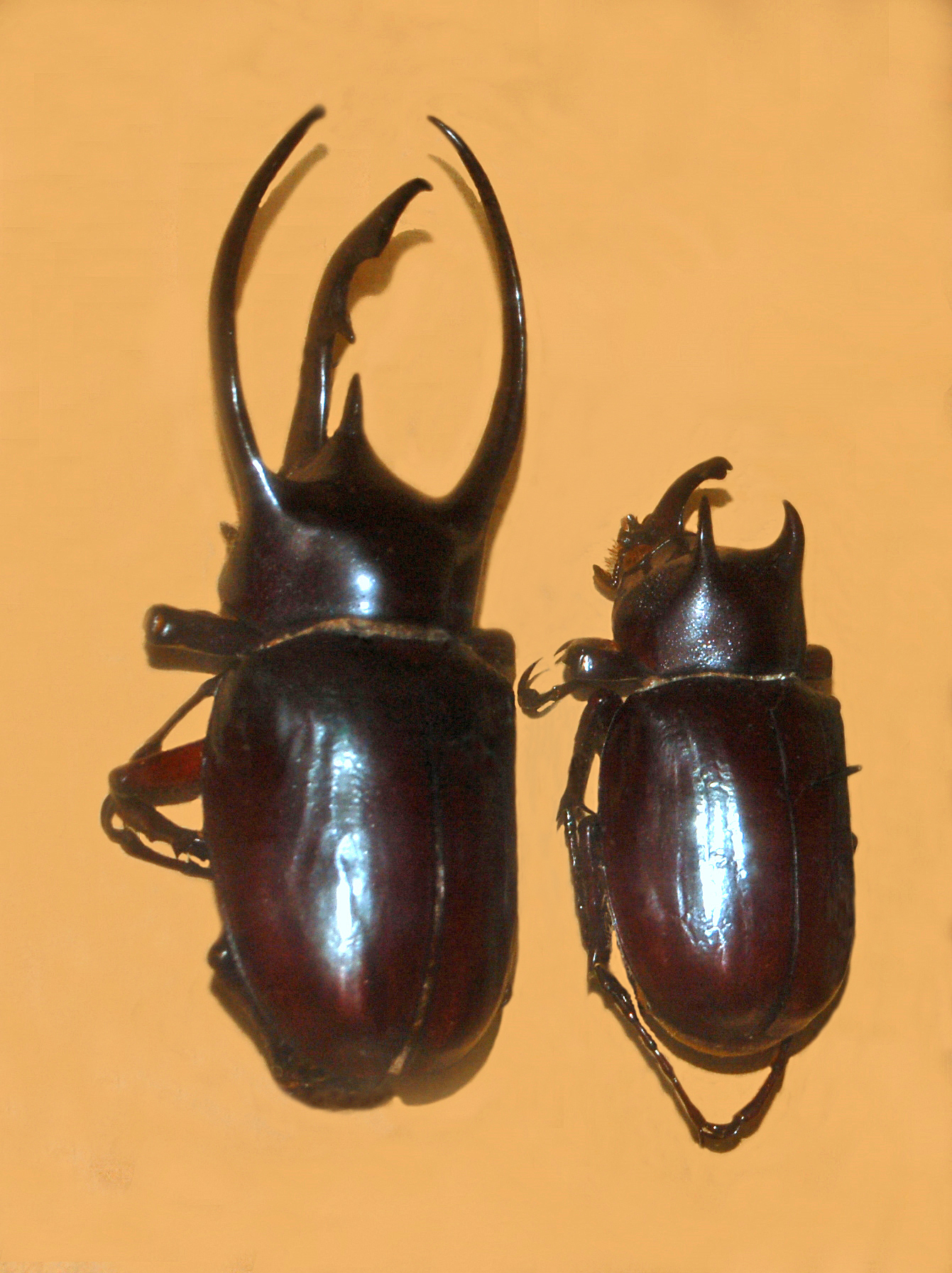
Machos de Chalcosoma atlas.
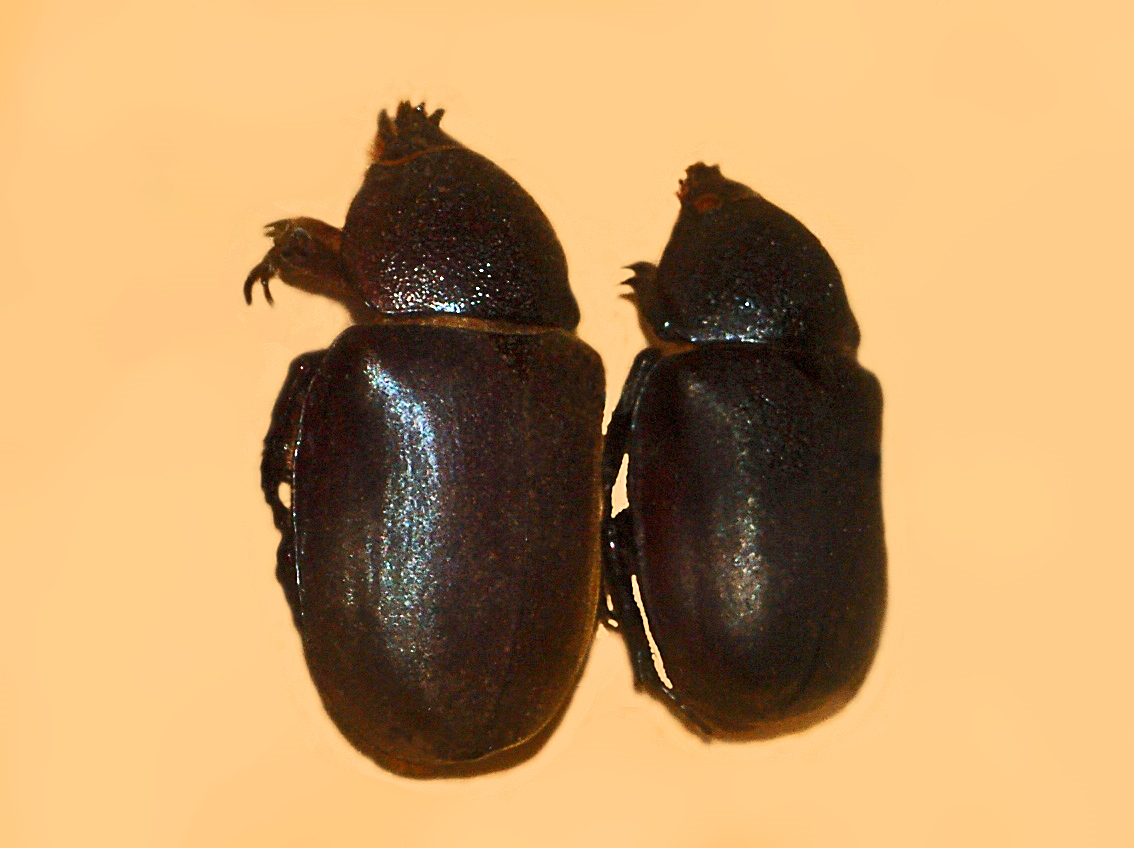
Hembras de Chalcosoma atlas.